# Misión San Pedro y San Pablo de Bicuñer
La Misión San Pedro y San Pablo de Bicuñer fue fundada el 7 de enero de 1781 por el padre español Francisco Garcés, para proteger el Sendero Histórico Juan Bautista de Anza por donde pasaba el río Colorado, entre las provincias mexicanas de Alta California, Antigua California y Nueva Navarra.
El asentamiento, ubicado a unas 10 millas (16,1 km) al noreste de Yuma Crossing, no formaba parte de las misiones españolas de California, pero fue administrada como parte de la cadena de misiones de Arizona.

## Historia

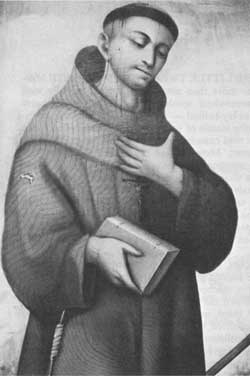
Francisco Garcés en 1775

La misión y el pueblo cercano no recibieron suficiente apoyo y los españoles se apoderaron de las mejores tierras, destruyeron cosechas de los indios y, en general, ignoraron los derechos de los nativos locales. 
En represalia, los quechans ( pueblo yuma ) y sus aliados, atacaron y destruyeron la misión San Pedro y San Pablo de Bicuñer  y la vecina Misión Puerto de Purísima Concepción durante un período de tres días, del 17 al 19 de julio de 1781. Unos 50 españoles, incluido el padre Garcés (junto con otros tres frailes y el capitán Fernando Rivera y Moncada ), fueron asesinados y las mujeres y los niños fueron hechos cautivos. La victoria de los nativos cerró este cruce y paralizó seriamente las comunicaciones futuras entre la provincia de Las Californias dentro del Virreinato de Nueva España. 

### Ubicación y Controversia Histórica
Actualmente no quedan ruinas de la misión y la ubicación exacta de la misión ha sido objeto de debate. Algunos historiadores, basándose en documentos de la época, sugieren que la misión estaba situada río arriba en las cercanías de la actual presa Laguna, mientras que otros la ubican río abajo cerca de Pilot Knob. Investigaciones y revisiones de diarios históricos, como los del teniente coronel Pedro Fages y las cartas de Santiago de Yslas, apoyan la ubicación río arriba.
El historiador mexicano Manuel Rojas ha señalado que un mapa muestra claramente el nombre de San Pedro y San Pablo en Los Algodones, indicando que la misión estuvo en territorio mexicano. Sin embargo, los historiadores estadounidenses han afirmado que la misión estuvo localizada en su territorio. Existe un marcador histórico en el estado de California específicamente en el sureste del condado de Imperial que identifica el sitio probable.

## Masacre de 1781
El domingo 17 de julio de 1781, en el pueblo de San Pedro y San Pablo, los rebeldes quechan y sus aliados atacaron y mataron a los padres Juan Díaz y Matías Moreno, decapitando a Moreno con un hacha. Los rebeldes mataron a varios pobladores, hicieron prisioneros a otros, obligaron a algunos a echar al río las imágenes y vasos sagrados, robaron ornamentos y prendieron fuego a la iglesia y las casas, llevándose cautivas a todas las mujeres.

## Hito histórico de California
El hito histórico de California número 921 dice:
NO. 921 SITIO DE LA MISIÓN SAN PEDRO Y SAN PABLO DE BICUNER – Para proteger la Ruta de Anza donde cruzaba el Río Colorado, los españoles fundaron un pueblo y una misión cercana el 7 de enero de 1781. Amenazados con la pérdida de sus tierras, los quechans (yumas) atacaron este asentamiento estratégico el 17 de julio de 1781. La victoria quechan cerró este cruce y paralizó seriamente las comunicaciones futuras entre la Alta California y México. 